# Most Danjang-Kunšan
Most Danjang-Kunšan je s duljinom od 164,8 kilometara najdulji most na svijetu. Dio je linije Shanghai-Nanjing brze međugradske željeznice Peking-Shanghai.
Prilikom svečanosti otvaranja 30. lipnja 2011., uvršten je u Guinnessovu knjigu rekorda.

## Opis
Most premošćuje područje između velikih pomorskih luka Shanghaia i Nanjinga u istočnokineskoj pokrajini Jiangsu. Iako većim dijelom premošćuje kopnene prometne putove, ceste i autoceste, u dijelu uz deltu rijeke Jangce premošćuje brojne kanale, manje pritoke, jezera i močvarna područja. Kako se Šangaj nalazi na ušću rijeke Jangce u Istočno kinesko more, željeznica u smjeru Šangaja prati njezin tok, u prosjeku na 8 kilometara udaljenosti od riječne obale.
Prateći smjer željeznice, most prolazi sjevernim dijelovima gradova Danjanga, Changzhoua, Wuxija, Suzhoua i Kunshana, gdje nakon 9 kilometara i završava. Most se gradio pune četiri godine, od 2006. do 2010. godine. Cjelokupna izgradnja stajala je oko 8,5 milijardi američkih dolara. Na izgradnji mosta tijekom četiri godine radilo je oko 10 000 ljudi, što projekt čini jednim od najvećih u novijoj kineskoj povijesti.
Najdulji vijadukt mosta je Langfang–Qingxian, koji je dužinom od 114 kilometara najdulji vijadukt na svijetu te, ako se promatra kao samostalna građevina (most), drugi najdulji most na svijetu. Na području gdje most premošćuje jezero Yangcheng, kod grada Suzhoua, 9 kilometara mosta učvršćeno je s 2000 nosivih stupova izrađenih od 450 000 tona čelika. Taj dio mosta projektiran je za izdržavanje potresa jačine 9 stupnjeva i srednje jakog tajfuna. Ostalih 300 000 tona betona štiti dionicu mosta od jakih poplava i proklizavanja tla.